# 阿茲特克體育場
阿兹特克体育场（Estadio Azteca）是一個位於墨西哥首都墨西哥城的足球場。球場由1966年起便是傳統墨西哥勁旅亞美利加的主場，球場曾舉行1970年和1986年世界盃足球賽的比賽，更是決賽場地。
歷年來，只有U2 (5場)、米高積遜 (4場)、夏奇拉 (2場)、葛洛莉雅·伊斯特芬 (2場)、保羅·麥卡尼 (1場)等五位國際巨星曾在阿茲特克體育場舉辦過演唱會。

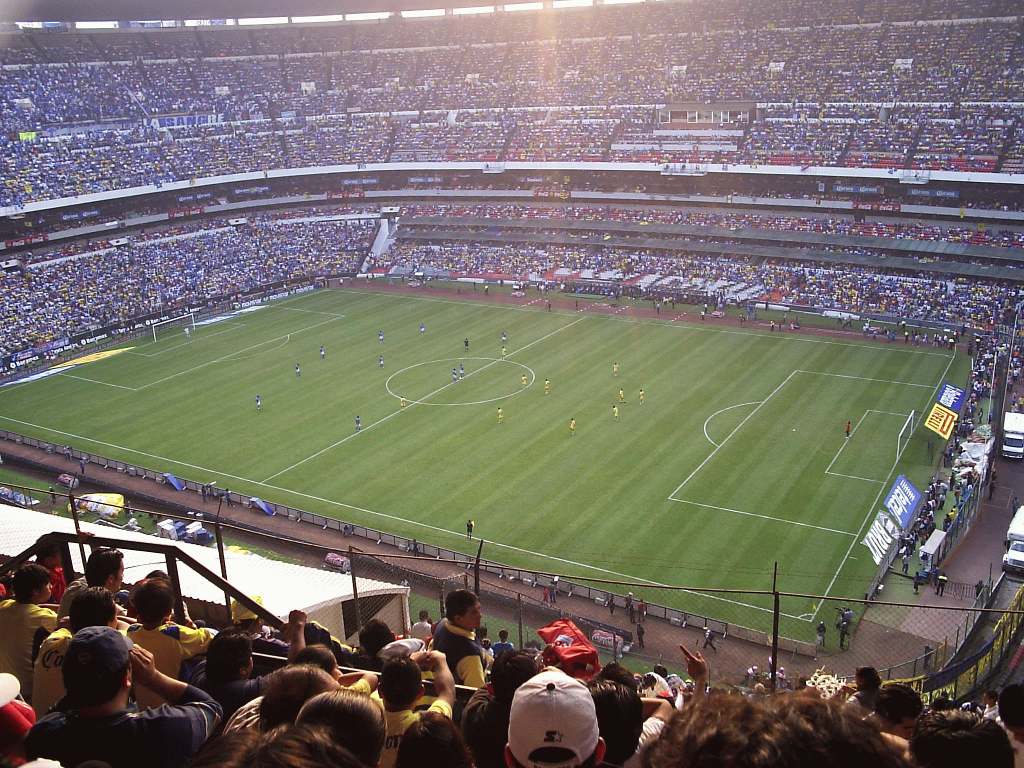
場內

## 外部連結
- 官方網站

| 上屆： 溫布萊球場 （英格蘭倫敦） | 國際足協世界盃 決賽舉行場地 1970年 | 下屆： 慕尼黑奥林匹克体育场 (西德慕尼黑) |

| 上屆： 伯纳乌球场 （西班牙馬德里） | 國際足協世界盃 決賽舉行場地 1986年 | 下屆： 羅馬奧林匹克體育場 (義大利羅馬) |